# 野古草团黑粉菌
野古草团黑粉菌（学名：Sorosporium arundinellae）是属于黑粉菌目黑粉菌科团黑粉菌属的一种真菌，寄生在野古草上。该种分布于中国等地。